# 2015 FIFA女子ワールドカップ・決勝
2015 FIFA女子ワールドカップ・決勝は、2015年7月6日にアメリカ合衆国と日本（なでしこJAPAN）との間で、カナダのBCプレイス・スタジアムを会場に行われた。アメリカが日本を5-2で破り、4大会ぶり3度目の優勝を成し遂げた。

## 試合前
前回大会で初優勝を成し遂げ、史上初の大会連覇を目指す日本と、1991年・1999年に次ぐ史上最多3度目の優勝を狙うアメリカの対戦となった。前回大会、2012年のロンドンオリンピックに続いて、世界大会の決勝では3大会連続でこのマッチアップとなる。前回大会決勝では日本がPK戦の末アメリカを破って初優勝を果たし、ロンドンオリンピック決勝ではアメリカが2-1で日本に勝利している。対戦成績は日本の1勝6分23敗と一方的であるが、2011年以降は日本の1勝2分2敗とほぼ五分の成績である。

## 準決勝までの戦い
アメリカは2014年のCONCACAF女子ゴールドカップで優勝、一方の日本も2014年のAFC女子アジアカップで優勝して出場が決まった。
本大会のグループリーグでは、アメリカはグループDでスウェーデンには引き分けたが、オーストラリアとナイジェリアには勝利し首位通過。決勝トーナメントはラウンド16でコロンビア、準々決勝で中国、準決勝でドイツにいずれも完封勝ちを収め、大会通算1失点という堅守で決勝に駒を進めた。日本もグループCでカメルーン、スイス、エクアドルに全勝、1位で通過した。決勝トーナメントではラウンド16でオランダに快勝したが、準々決勝はオーストラリアに87分の決勝点で辛勝、準決勝はイングランドにPKと試合終了間際の劇的決勝オウンゴールで勝利し、なんとか2大会連続で決勝に駒を進めた。
| チーム         | 試合 | 勝利 | 引分 | 敗戦 | 得点 | 失点 | 点差 | 勝点 |
| -------------- | ---- | ---- | ---- | ---- | ---- | ---- | ---- | ---- |
| アメリカ合衆国 | 3    | 2    | 1    | 0    | 4    | 1    | +3   | 7    |
| オーストラリア | 3    | 1    | 1    | 1    | 4    | 4    | 0    | 4    |
| スウェーデン   | 3    | 0    | 3    | 0    | 4    | 4    | 0    | 3    |
| ナイジェリア   | 3    | 0    | 1    | 2    | 3    | 6    | -3   | 1    |

| チーム     | 試合 | 勝利 | 引分 | 敗戦 | 得点 | 失点 | 点差 | 勝点 |
| ---------- | ---- | ---- | ---- | ---- | ---- | ---- | ---- | ---- |
| 日本       | 3    | 3    | 0    | 0    | 4    | 1    | +3   | 9    |
| カメルーン | 3    | 2    | 0    | 1    | 9    | 3    | +6   | 6    |
| スイス     | 3    | 1    | 0    | 2    | 11   | 4    | +7   | 3    |
| エクアドル | 3    | 0    | 0    | 3    | 1    | 17   | -16  | 0    |

## 決勝
出典:

### 試合前
試合会場のBCプレイス・スタジアムは近隣で発生した山火事と山から吹き下ろす風の影響を受けやや視界の悪い状態になっていた。連覇を目指す日本は準決勝からのメンバー変更なし。ベンチに初戦で負傷離脱した安藤梢の写真を置いて臨んだ。一方史上最多3度目の優勝を狙うアメリカもメンバー変更なし。得点ランク3位タイにつけるエースのカーリー・ロイドらが先発する万全の布陣で臨んだ。

### 前半
開始早々からアメリカがアグレッシブな姿勢を見せ、一気に優位に立つ。3分、アメリカは右CKを得るとミーガン・ラピノーがグラウンダーのボールを入れ、エリア外から走り込んできたロイドが左足で合わせて先制、用意していたプレーで得点を奪った。なお開始3分での得点は歴代の女子ワールドカップの決勝戦の中で最も速い得点となった。さらにアメリカはそこから150秒もしないうちに今度は右サイドの深い位置でFKを得る。キッカーのローレン・ホリデーが低いボールを入れると混戦の末ロイドが押し込んで追加点。いきなり2点のリードを奪って勢いに乗るアメリカは14分、日本のDF岩清水梓のヘディングでのクリアミスをホリデーが右足ボレーで叩き込んで3点目を奪う。その2分後にはハーフウェーライン付近でボールを奪ったロイドがラインを超えるや否や40m超のロングシュートを狙うと、ボールは必死に下がった日本GK海堀あゆみの頭上を超えてゴールに吸い込まれた。この4点目はロイター通信が「今までの女子W杯で最も美しいゴールの1つ」と表現するなど高く評価され、今大会のベストゴールに選出された他、同年のFIFAプスカシュ賞にもノミネートされた。またこの得点でロイドがハットトリックを達成。ワールドカップ決勝でのハットトリックは女子では史上初、男子を含め1966年のジェフ・ハースト以来史上2人目という快挙となった。その後もロイドやアレックス・モーガンにチャンスが訪れるが、日本はなんとかこれを凌いで反撃に出る。27分、右サイドから川澄奈穂美がクロスを入れると、ゴール前で受けた大儀見優季がうまく反転して左足シュート。これがここまで大会1失点のGKホープ・ソロの牙城を破って一矢報いる形となった。さらに佐々木則夫監督が早いうちに交代カードを切り、前回大会MVPの澤穂希、FWの菅澤優衣香を投入して盛り返したが更なる得点には至らず。前半はアメリカが4-1でリードして折り返した。

### 後半
後半は一進一退の攻防となるが、すぐに双方決定機が訪れる。50分のモーガン・ブライアンのミドルシュートはGK海堀が好セーブで凌ぐ。すると52分、日本が間接FKを得ると、宮間あやがゴール前へ入れたボールは澤と競り合っていたジュリー・ジョンストンのオウンゴールを誘発し、日本が2点差に迫る。しかしその直後の54分、アメリカは左CKがファーサイドへ流れたところをブライアンが折り返し、トビン・ヒースが右足で合わせて再び3点差に引き離す。アメリカはその後は安定した試合運びで日本の反撃を許さず、「自身最後のW杯」と表明していたアビー・ワンバック、最後には代表引退を表明していたクリスティ・ランポーンも出場させる余裕も見せ、試合終了。アメリカが5-2で日本を破り、4大会ぶり3度目のW杯制覇を成し遂げた。

## 結果
| 2015年7月5日 16:00 UTC-7 |

| アメリカ合衆国                                | 5 - 2    | 日本                                       |
| ロイド 3,5,16分 · ホリデー 14分 · ヒース 54分 | レポート | 大儀見優季 27分 · ジョンストン 52分 (o.g.) |

| BCプレイス・スタジアム（バンクーバー） 観客数: 48,817人 主審: カテルィーナ・モンズール |

| アメリカ合衆国 | 日本 |

| アメリカ合衆国: |    |                            |  |      |
|                 |    |                            |  |      |
| GK              | 1  | ホープ・ソロ               |  |      |
| RB              | 11 | アレックス・クリーガー     |  |      |
| CB              | 19 | ジュリー・ジョンストン     |  |      |
| CB              | 4  | ベッキー・サワーブラン     |  |      |
| LB              | 22 | メーガン・クリンゲンベルグ |  |      |
| CM              | 12 | ローレン・ホリデー         |  |      |
| CM              | 14 | モーガン・ブライアン       |  |      |
| RW              | 17 | トビン・ヒース             |  | 79分 |
| LW              | 15 | ミーガン・ラピノー         |  | 61分 |
| SS              | 10 | カーリー・ロイド           |  |      |
| CF              | 13 | アレックス・モーガン       |  | 86分 |
| 途中出場:       |    |                            |  |      |
| DF              | 5  | ケリー・オハラ             |  | 61分 |
| MF              | 20 | アビー・ワンバック         |  | 79分 |
| MF              | 3  | クリスティ・ランポーン     |  | 86分 |
| 監督:           |    |                            |  |      |
| ジル・エリス    |    |                            |  |      |

| 日本:      |    |            |      |      |  |
|            |    |            |      |      |  |
| GK         | 18 | 海堀あゆみ |      |      |  |
| RB         | 19 | 有吉佐織   |      |      |  |
| CB         | 3  | 岩清水梓   |      | 33分 |  |
| CB         | 4  | 熊谷紗希   |      |      |  |
| LB         | 5  | 鮫島彩     |      |      |  |
| CM         | 6  | 阪口夢穂   |      |      |  |
| CM         | 13 | 宇津木瑠美 |      |      |  |
| RW         | 9  | 川澄奈穂美 |      | 39分 |  |
| LW         | 8  | 宮間あや   |      |      |  |
| CF         | 17 | 永里優季   |      |      |  |
| CF         | 11 | 大野忍     |      | 60分 |  |
| 途中出場:  |    |            |      |      |  |
| MF         | 10 | 澤穂希     | 82分 | 33分 |  |
| FW         | 15 | 菅澤優衣香 |      | 39分 |  |
| FW         | 16 | 岩渕真奈   | 85分 | 60分 |  |
| 監督:      |    |            |      |      |  |
| 佐々木則夫 |    |            |      |      |  |

| プレーヤー・オブ・ザ・マッチ: カーリー・ロイド（アメリカ） 副審: ナタリヤ・Rachynska（ウクライナ） ヨランダ・パルガ（スペイン） 第4審判: クラウディアUmpierrez（ウルグアイ） 第五公式： ロレートToloza（チリ） |

| [ 3 ] [ 4 ]    | 日本 | アメリカ |
| -------------- | ---- | -------- |
| 枠内シュート数 | 6    | 8        |
| 枠外シュート数 | 8    | 16       |
| コーナーキック | 4    | 8        |
| ファウル数     | 11   | 10       |
| ポゼッション   | 53%  | 47%      |